# Pyongyang Racer
Pyongyang Racer je počítačová hra z roku 2012. Je označována médii za první videohru vyvinutou v Severní Koreji. Podle dostupných informací hru na objednávku cestovní britské kanceláře KORYO Tours vytvořilo studio NOSOTEK, ti však již v minulosti vytvořili několik her, jako Men in Black nebo Big Lebowski Bowling.
Hráč během hry projíždí Pchjongjangem, vyhýbá se ostatním vozidlům a sbírá barely paliva. Hře je vytýkána vysoká jednoduchost a zastaralá grafika.